# Hans Herbst (Basketballfunktionär)
Hans Herbst (* 21. Januar 1944) ist ein ehemaliger deutscher Basketballfunktionär und -trainer. Von 1982 bis 1999 war er Manager des Bundesligisten Bamberg und fungierte zusätzlich zweimal als Interimstrainer.

## Laufbahn
1982 trat Herbst, der beruflich von 1975 bis 2008 als Richter am Amtsgericht Bamberg tätig war, beim Bundesligisten FC Bamberg (später TTL Bamberg) das Amt des Sportlichen Leiters an. Zu Jahresbeginn 1983 übernahm er bis zum Ende der Saison 1982/83 nach der Trennung von Ludovit Karpil zusätzlich den Trainerposten der Mannschaft. Herbst vermochte den Abstieg in die 2. Basketball-Bundesliga jedoch nicht zu verhindern. In der Folgesaison 1983/84 führte der US-amerikanische Trainer Dirk Dunbar Bamberg in die Bundesliga zurück. Im Frühjahr 1988 sprang Herbst neben seinen Aufgaben als Manager erneut als Trainer ein und führte die Mannschaft, die mittlerweile als TTL Bamberg antrat, auf den sechsten Tabellenplatz.
Im Vorfeld der Saison 1988/89 verpflichtete Herbst Terence Schofield als Trainer, der Bamberg 1992 zum DBB-Pokalsieg sowie 1993 zur deutschen Vizemeisterschaft führte. 1999 entschieden Herbst und der TTL-Vorsitzende Heinz Tengler, die Bundesliga-Lizenz aus finanziellen Gründen abzugeben. Herbst zog sich aus gesundheitlichen Gründen zurück. Das Spielrecht wurde an die neugegründete Basket Bamberg GmbH übertragen, die fortan die Bundesliga-Mannschaft TSK Universa Bamberg betrieb.
Ab 2009 war Herbst als unabhängiger und neutraler Ombudsmann bei der Basketball-Bundesliga tätig und damit laut der Liga „Vertrauensperson für Spieler, Trainer, Manager, Mitarbeiter des Vereins sowie Schiedsrichter und Kommissare“. Im September 2015 wurde er zusätzlich auch von der 2. Basketball-Bundesliga zum Ombudsmann ernannt. Bei  TTL Basketball Bamberg übernahm Herbst das Amt des Vereinsvorsitzenden.